# Eduard Neumann

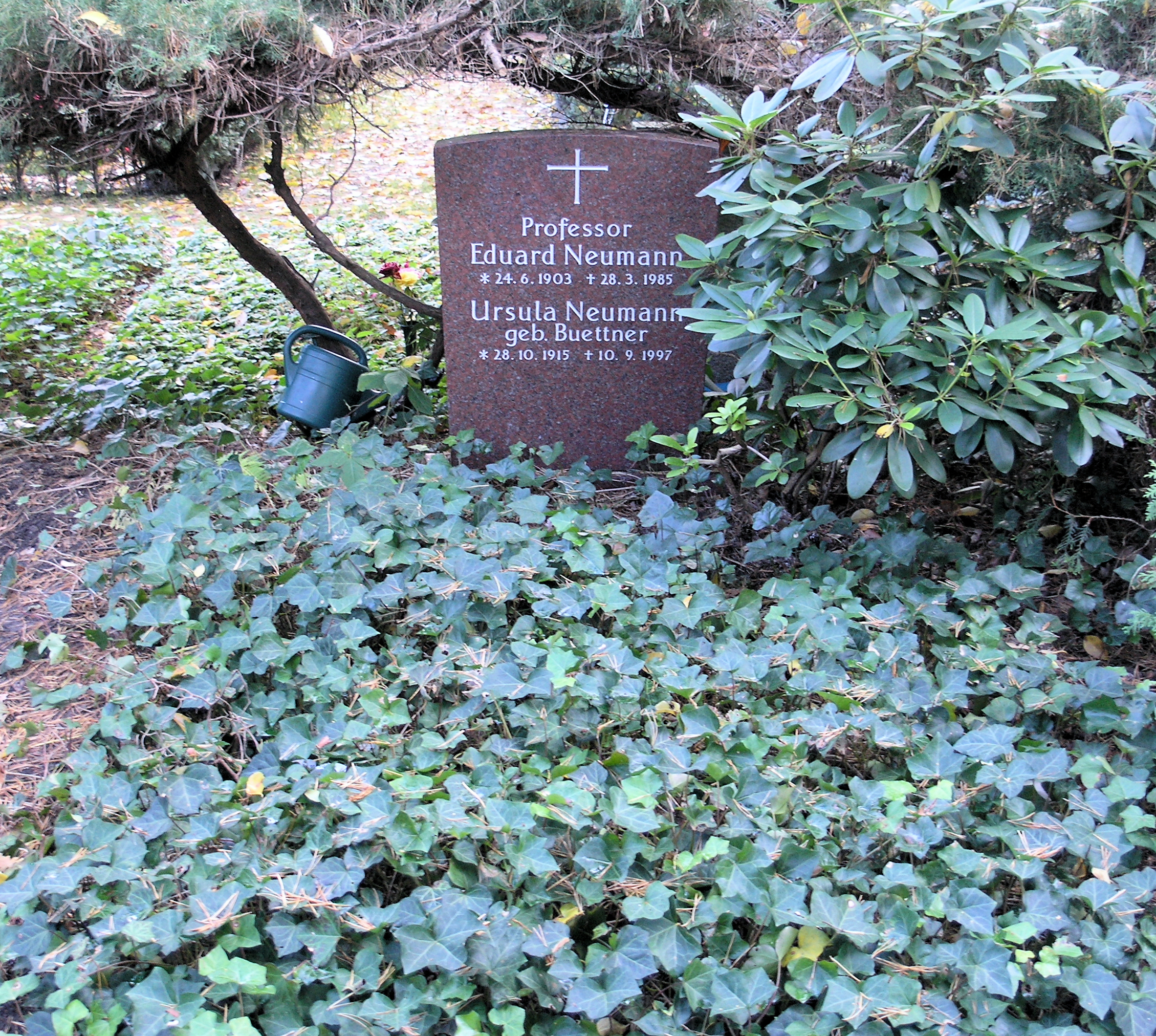
Grabstätte, Hüttenweg 47, in Berlin-Dahlem

Eduard Neumann (* 24. Juni 1903 in Osterholz-Scharmbeck; † 28. März 1985 in Berlin) war ein deutscher germanistischer und skandinavistischer Mediävist. Er war Professor und Rektor der Freien Universität Berlin.
Von 1922 bis 1934 studierte er zunächst Theologie und Philosophie in Innsbruck und im englischen Oxon. Von 1935 bis 1939 studierte Neumann in Marburg deutsche und nordische Philologie (bei Karl Helm, Walther Mitzka und Ludwig Wolff), Anglistik sowie mittelalterliche Geschichte und Philosophie. 1941 promovierte er bei Helm und Wolff mit einer Arbeit zum Schicksalsbegriff in der Edda. 1951 folgte die Habilitation in Marburg mit einer Arbeit zum selben Thema mit erweitertem Umfang („Das Schicksalerlebnis des eddischen Menschen“).
1951 erhielt er, nach vorheriger Umhabilitierung, in Göttingen eine Dozentur für Germanische Philologie und lehrte dort bis 1955. Im Sommersemester 1955 hatte er eine Gastprofessur an der Freie Universität in Berlin inne. Seit Wintersemester 1955/56 war er dort außerordentlicher Professor für Deutsche Philologie (Ältere Germanistik mit spezieller Vertretung der nordischen Philologie und Literatur). Anfang 1956 war er für eine Gastprofessur an der Ohio State University in Columbus. Im selben Jahr erhielt er an der Freien Universität Berlin ein persönliches Ordinariat. 1959 wurde seine Professur in ein planmäßiges Ordinariat umgewandelt. Neumann lehrte bis zu seiner Emeritierung 1971 an der Freien Universität. Von 1957 bis 1971 war er Direktor des dortigen Germanischen Seminars, und von 1959 bis 1961 Rektor der Universität.
Neumann wurde auf dem Waldfriedhof in Berlin-Dahlem beigesetzt. 